# Sophie Auster

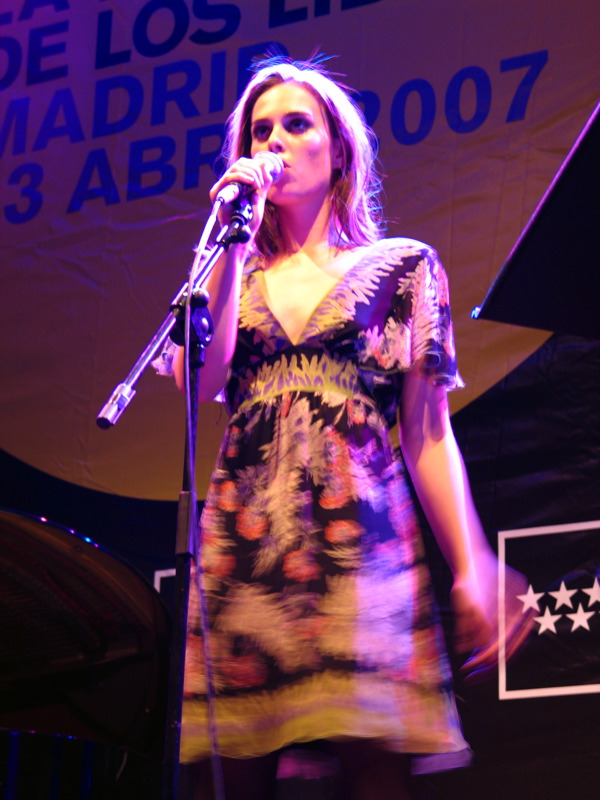
Sophie Auster (2007)

Sophie Auster (* 6. Juli 1987 in Brooklyn, New York City) ist eine US-amerikanische Sängerin und Schauspielerin. Sie ist die Tochter des Schriftstellers und Regisseurs Paul Auster und der Schriftstellerin Siri Hustvedt.

## Leben
Mit acht Jahren begann sie mit Gesangsunterricht, ein Jahr später hatte sie ihre erste kleine Filmrolle, um schließlich mit zwölf Jahren Schauspielunterricht zu nehmen. Als sie 16 Jahre alt war, äußert sie den Wunsch, eine Musikkarriere einzuschlagen. Dazu nutzte ihr Vater seine Beziehungen, was zu einem Kontakt mit dem Musikerduo Michael Hearst und Joshua Camp von One Ring Zero führte. Paul Auster hatte sich am musikalisch-literarischen Projekt As Smart As We Are beteiligt; die Austers sind im gleichnamigen preisgekrönten Dokumentarfilm zu sehen. So wurde beschlossen, ein gemeinsames komplettes Album aufzunehmen. Auf Anraten des Vaters besteht die Textauswahl neben eigenen Texten – zwei von Sophie und drei von Paul Auster – sowie einem mittelalterlichen Text aus England vor allem aus Gedichten französischer Surrealisten: Guillaume Apollinaire, Philippe Soupault, Tristan Tzara, Robert Desnos und Paul Éluard. Die meisten Texte wurden von Paul Auster bereits in jungen Jahren ins Englische übersetzt. Das daraus resultierende Album Sophie Auster ist ein Zusammenspiel von Austers klarer, gut ausgebildeter Stimme mit der vielfältig instrumentierten Musik von One Ring Zero.
Im Juli 2006 war Auster auf dem Cover der spanischen Rolling Stone.

## Diskografie
- 2005: Sophie Auster
- 2012: Red Weather
- 2015: Dogs and Men
- 2019: Next Time
- 2019: History Happens at Night
- 2022: Dancing with Strangers
- 2025: Milk for Ulcers

## Filmografie
- 1998: Lulu on the Bridge (Regie: Paul Auster)
- 2005: As Smart As They Are: The Author Project (Regie: Joe Pacheco)
- 2007: The Inner Life of Martin Frost (Regie: Paul Auster)
- 2008: Circuit (Regie: Xavier Ribera)
- 2010: The Imperialists Are Still Alive! (Regie: Zeina Durra)
- 2011: Stealing summers (Regie: David Martín Porras)
- 2012: Nous York (Regie: Hervé Mimran und Géraldine Nakache)
- 2014: Grand Street (Regie: Lex Sidon)
- 2015: Mozart in the Jungle  – Amusia (Fernsehserie, Regie: Paul Weitz)
- 2017: Indiana (Regie: David Toni Comas)
- 2021: The Zurich Affair – Wagner’s One and Only Love (Regie: Jens Neubert)